# 貝塞斯達 (喬治亞州格林縣)
貝塞斯達（英語：Bethesda）是位於美國喬治亞州格林縣（Greene County）的一個非建制地區。該地的面積和人口皆未知。

## 地理
貝塞斯達的座標為33°38′03″N 83°00′35″W / 33.63417°N 83.00972°W，而該地的平均海拔高度為189米（即620英尺）。